# Nordaust-Svalbard naturreservat
Nordaust-Svalbard naturreservat er et 55.354 km² naturreservat i Svalbard. Det dækker 18.663 km² land og 36.691 km² havareal, hvilket gør det til det største naturreservat på Svalbard.
Naturreservatet, grundlagt i 1973, omfatter øerne Nordaustlandet, Kvitøya , Storøya, Lågøya, øgruppen Syvøøerne og Kong Karls Land, Hinlopenstrædet og øerne i sundet til Spitsbergen inklusive en kyststribe af øen, Wahlbergøya og Bastianøyane. Nordøstlandet er hjemsted for de største gletsjere i Norge. Vegetationen er meget sparsom i hele naturreservatet. Større områder er kolde ørkener uden plantedække.
Naturreservatet, grundlagt i 1973, omfatter øerne Nordaustlandet, Kvitøya, Storøya, Lågøya, øgrupperne Kong Karls Land, Syvøerne, Hinlopenstrædet og øerne i sundet til Spitsbergen inklusive en kyststribe af øen Wahlbergøya og Bastianøyane. Nordøstlandet er hjemsted for de største gletsjere i Norge. Kanten af iskappen Austfonna ved Erik Eriksenstrædet er med sine 190 kilometer den længste på den nordlige halvkugle. Vegetationen er meget sparsom i hele naturreservatet. Større områder er kolde ørkener uden plantedække.
Det vigtigste yngleområde for isbjørne i hele regionen er Kong Karl Land,. Øen må derfor ikke besøges hele året.Klipperne i Hinlopenstrædet og øerne Lågøya og Sjuøyane er hjemsted for ynglekolonier af forskellige havfugle. Den sjældne elfenbensmåge forekommer også i reservatet.
Beskyttelse i reservatet omfatter også historisk betydningsfulde lokaliteter. Den mest berømte er nok den sidste lejr for Andrées polarekspedition i 1897 på Kvitoya, som blev opdaget i 1930. En forfalden station fra den russisk-svenske gradmålingsekspedition fra 1899 til 1900 står ved kysten af Sorgfjorden på øen Spitsbergen. Ved Rijpfjorden på Nordaustlandet findes resterne af den tyske vejrstation Station Haudegen 1944-1945.